# Drużynowe Mistrzostwa Polski na Żużlu 1997
Drużynowe Mistrzostwa Polski na Żużlu 1997 – 50. edycja rozgrywek o drużynowe mistrzostwo Polski, organizowanych przez Polski Związek Motorowy (PZM). W sezonie 1997, do rozgrywek pierwszej ligi przystąpiło dziesięć zespołów, natomiast w drugiej lidze wystąpiło jedenaście drużyn.
Zwycięzca najwyższej klasy rozgrywkowej (I Ligi) zostaje Drużynowym Mistrzem Polski na Żużlu w sezonie 1997. Obrońcą tytułu z poprzedniego sezonu jest Włókniarz Częstochowa. W tym roku tytuł zdobyła Polonia Bydgoszcz.

## I Liga

### Runda zasadnicza
| Poz. | Klub                        | Pkt. | Z  | R | P  | +/−  |
| ---- | --------------------------- | ---- | -- | - | -- | ---- |
| 1    | Polonia Jutrzenka Bydgoszcz | 25   | 12 | 1 | 5  | +147 |
| 2    | Pergo Gorzów                | 24   | 11 | 2 | 5  | +65  |
| 3    | Polonia Philips Piła        | 22   | 10 | 2 | 6  | +34  |
| 4    | Apator DGG Toruń            | 21   | 10 | 1 | 7  | +51  |
| 5    | Unia Leszno                 | 18   | 8  | 2 | 8  | +43  |
| 6    | ZKŻ Polmos Zielona Góra     | 17   | 8  | 1 | 9  | –21  |
| 7    | Stal Van Pur Rzeszów        | 16   | 7  | 2 | 9  | +35  |
| 8    | Start Gniezno               | 15   | 7  | 1 | 10 | –123 |
| 9    | Włókniarz Malma Częstochowa | 14   | 7  | 0 | 11 | –74  |
| 10   | Atlas Wrocław               | 8    | 4  | 0 | 14 | –157 |

### Play-off
| Półfinały | Polonia Jutrzenka Bydgoszcz | 111:69 | Apator DGG Toruń     |
| --------- | --------------------------- | ------ | -------------------- |
| Półfinały | Apator Toruń                | 43:47  | Polonia Bydgoszcz    |
| Półfinały | Polonia Bydgoszcz           | 64:26  | Apator Toruń         |
| Półfinały | Pergo Gorzów                | 91:88  | Polonia Philips Piła |
| Półfinały | Polonia Piła                | 47:43  | Pergo Gorzów         |
| Półfinały | Pergo Gorzów                | 48:41  | Polonia Piła         |

| Finał        | Polonia Jutrzenka Bydgoszcz | 104:76 | Pergo Gorzów      |
| ------------ | --------------------------- | ------ | ----------------- |
| Finał        | Pergo Gorzów                | 46:44  | Polonia Bydgoszcz |
| Finał        | Polonia Bydgoszcz           | 60:30  | Pergo Gorzów      |
| o 3. miejsce | Polonia Philips Piła        | 109:71 | Apator DGG Toruń  |
| o 3. miejsce | Apator Toruń                | 39:51  | Polonia Piła      |
| o 3. miejsce | Polonia Piła                | 58:32  | Apator Toruń      |

### Klasyfikacja końcowa
| Poz. | Zespół                      |
| ---- | --------------------------- |
| 1.   | Polonia Jutrzenka Bydgoszcz |
| 2.   | Pergo Gorzów                |
| 3.   | Polonia Philips Piła        |
| 4.   | Apator DGG Toruń            |
| 5.   | Unia Leszno                 |
| 6.   | ZKŻ Polmos Zielona Góra     |
| 7.   | Stal Van Pur Rzeszów        |
| 8.   | Start Gniezno               |
| 9.   | Włókniarz Malma Częstochowa |
| 10.  | Atlas Wrocław               |

## Druga Liga
| Poz. | Klub                            | Pkt. | Z  | R | P  | +/−  |
| ---- | ------------------------------- | ---- | -- | - | -- | ---- |
| 1    | GKM Browary Bydgoskie Grudziądz | 34   | 17 | 0 | 3  | +500 |
| 2    | Iskra Ostrów                    | 31   | 15 | 1 | 4  | +315 |
| 3    | Unia Tarnów                     | 30   | 15 | 0 | 5  | +304 |
| 4    | Lotos Wybrzeże Gdańsk           | 30   | 15 | 0 | 5  | +341 |
| 5    | J.A.G. Speedway Club Łódź       | 24   | 12 | 0 | 8  | +176 |
| 6    | RKM Rybnik                      | 23   | 11 | 1 | 8  | +93  |
| 7    | Kolejarz Rawicz                 | 22   | 11 | 0 | 9  | +26  |
| 8    | OTŻ Opole                       | 11   | 5  | 1 | 14 | –297 |
| 9    | Stal II ŻKS Krosno              | 6    | 3  | 0 | 17 | –463 |
| 10   | LKŻ Lublin                      | 5    | 2  | 1 | 17 | –375 |
| 11   | Wanda Kraków                    | 4    | 2  | 0 | 18 | –620 |